# کهور (ساردوئیه)
کهور روستایی در دهستان ساردوئیه بخش ساردوئیه شهرستان جیرفت استان کرمان ایران است.

## جمعیت
بر پایه سرشماری عمومی نفوس و مسکن در سال ۱۳۹۵ جمعیت این مکان ۳۲۲ نفر (۱۰۴خانوار) بوده‌است.